# Ny-London
Ny-London (officielt: London) er en nedlagt mineby ved Kongsfjorden, beliggende på Spitsbergen på øgruppen Svalbard i Norge. 
Bebyggelsen blev grundlagt i 1911 af Ernest Mansfield og var ejet af Northern Exploration Company Ltd..
Fem år efter, at der i 1906 blev fundet marmor i undergrunden, oprettede man bebyggelsen, så man kunne påbegynde udvindingen af marmoren. Marmoren viste sig dog at være ubrugelig, da blokkene af marmor gik i stykker på grund af frostsprængninger. I 1920 stoppede firmaet minedriften i Ny-London, og i 1932 blev området solgt til den norske stat. 
En del af husene blev efterfølgende flyttet til Ny-Ålesund, hvor flere af dem stadigvæk består. I dag er Ny-London en forladt spøgelsesby med rustne maskiner og forladte bygninger. Sysselmannen på Svalbard har udvidet opsyn og vedligeholdelse af anlægget, da det er blandt de 50 mest værdifulde kulturminder på Svalbard.